# HMAS Bangalow
HMAS Bangalow (FY23) – australijski okręt pomocniczy z okresu II wojny światowej.  Bangalow służył w Royal Australian Navy (RAN) w latach 1942-46.

## Historia
Kabotażowiec SS Bangalow został zbudowany w stoczni Harland & Wolff Ltd w Glasgow w 1939 na zamówienie linii żeglugowych North Coast Steam Navigation Company.  Statek miał stalowy kadłub o długości 162 stóp (39,37 m) i szerokości 36 stóp (10,97 m), jego zanurzenie wynosiło 10 stóp (3 m).  Napęd stanowiła trzycylindrowa maszyna parowa potrójnego rozprężania o mocy 894 IHP wyprodukowana w zakładach Plenty & Sons w Newbury z pojedynczą śrubą.  Pojemność brutto statku wynosiła 648 ton, net tonnage wynosiła 279.
16 marca 1942 Bangalow został zarekwirowany przez RAN, w ramach rekompensaty właściciel otrzymywał opłatę w wysokości 310 funtów miesięcznie.  Statek został uzbrojony w pojedynczą armatę 12-funtową (76,2 mm), dwa działka Oerlikon 20 mm i dwa karabiny maszynowe Vickers.  Jego załogę stanowiło 5 oficerów, 5 specjalistów i podoficerów i 36 marynarzy.  Do służby jako HMAS Bangalow (FY23) wszedł 26 czerwca 1941.
Okręt służył w kilku różnych rolach.  Jednym z jego pierwszych zadań jako cable repair ship (dosłownie „okręt do naprawy kabli”) było przygotowanie i konserwacja instalacji alarmowych przeciwko okrętom podwodnym tzw. pętli indukcyjnych.  Bangalow ułożył pętle indukcyjne (anti-submarine indicator loop) w portach Sydney, Darwin i Port Moresby.  W późniejszym czasie służył także jako okręt zaopatrzeniowy i naprawczy (tender) w bazach marynarki wojennej HMAS „Penguin”, „Kuttabul (1922)” i HMAS „Rushcutter”.  Pływał między innymi pomiędzy Port Moresby i Manus oraz Rabaulem, Madangiem i Sydney jako okręt naprawczy dla znajdujących się tam latarni morskich (lighthouse repair ship).  Okręt został zwrócony właścicielowi 18 stycznia 1946.
W 24 czerwca 1950 został uszkodzony w czasie bardzo silnego sztormu kiedy to został zepchnięty głęboko w ląd w pobliżu Coffs Harbour.
W 1955 został sprzedany firmie John Manners & Co i przemianowany na Cambay Breeze, a dwa lata później został sprzedany liniom Lucky Shipping & Trading Company, a jego nazwa została zmieniona na Lucky Chen.  W 1959 ponownie zmienił nazwę, tym razem na Lian Min.  W 1970 statek został nazwany Eropagnis, był zarejestrowany Panamie z numerem 5207445 w Lloyd’s Register of Shipping.  W 1986 został skreślony z rejestrów.